# 維新ふるさと館
維新ふるさと館（いしんふるさとかん）は、鹿児島県鹿児島市加治屋町にある歴史博物館。主に明治維新を中心に薩摩藩や日本の歴史についての展示を行っている。

## 概要
維新ふるさと館が立地する「加治屋町」は、明治維新から日露戦争までの期間に活躍した薩摩藩関係者の多くが加治屋町の出身者であったことから、歴史小説家の司馬遼太郎に「いわば、明治維新から日露戦争までを、一町内でやったようなものである」と評されている。
代表的な出身者に維新の三傑と称されている西郷隆盛・大久保利通、日露戦争において日本を勝利に導き、「陸の大山、海の東郷」と称された東郷平八郎・大山巌、第16・22代内閣総理大臣である山本権兵衛がいる。該当者多数のため詳細については「加治屋町の著名な出身人物一覧」を参照されたい。
維新ふるさと館の近隣にはこれらの出身者の誕生地の碑が多く設置されている。

## 沿革
- 1994年（平成6年）4月28日 - 開館。翌日より供用開始[4]。
- 2008年（平成20年） - 薩摩藩出身の天璋院を主人公とした大河ドラマ『篤姫』放映の影響により年間入場者数が開館以来最高となる16万6千人を記録する[5]。以降2011年（平成23年）の九州新幹線全線開通まで入場者数が増加傾向となる[5]。
- 2006年3月 - 全館リニューアル。[要出典]
- 2026年度 - リニューアル予定[6]。

## 展示

### 1階「英雄の道」
- 篤姫（天璋院）コーナー
- 幕末探訪・郷中教育
- 世界を見ていた薩摩
昇平丸の模型、日の丸、君が代のルーツを展示。
- 薩摩エピソード
西郷隆盛、大久保利通について展示。
- 維新学習ゾーン
- 薩摩観光情報ゾーン
鹿児島市内の観光、特産物について紹介。

### 地下1階「維新の道」
- 維新体感ホール
加治屋町一帯の模型や西郷隆盛、大久保利通らの等身大ロボットがあり、音響や映像を用いて明治維新を描いたドラマ「維新への道」を上演している。1日7回。
薩摩藩が命令した若い武士たちが江戸幕府の海外渡航禁止にもかかわらずイギリスへ留学したことを再現したドラマ「薩摩スチューデント、西へ」を上演している[5]。1日6回。
- テーマ展示室1
集成館事業、薩長同盟、王政復古、倒幕運動などについて展示。
- テーマ展示室2
尊王攘夷などについて展示。
- 鹿児島の人物コーナー

## 建造物
- 敷地面積　2,312.61m2
- 建物面積　1,490.80m2
- 延床面積　2,543.99m2
- 鉄筋コンクリート造
- 地上1階地下1階建て
- 総工費　約30億円

## アクセス
- JR鹿児島中央駅より徒歩約8分
- カゴシマシティビュー「維新ふるさと館前」バス停より徒歩約1分
- 鹿児島市電「加治屋町」電停より徒歩約3分
- 駐車場あり